# Jože Urankar
Jože Urankar, tudi Uranker, slovenski dvigalec uteži, * 28. oktober 1939, Celje, † 26. november 2021, Celje 
Urankar je za Jugoslavijo nastopil na Poletnih olimpijskih igrah 1972 v Münchnu, kjer je v srednje težki kategoriji zasedel 16. mesto.